# Imputabilidade penal
Em direito, a imputabilidade penal é a capacidade que tem a pessoa que praticou certo ato, definido como crime, de entender o que está fazendo e de poder determinar se, de acordo com esse entendimento, será ou não legalmente punida.

## Casos de inimputabilidade
A inimputabilidade pode ser absoluta ou relativa. 
Se for absoluta, isso significa que não importam as circunstâncias, o indivíduo definido como "inimputável" não poderá ser penalmente responsabilizado por seus atos na legislação convencional, ficando sujeitos às normas estabelecidas em legislação especial.
Se a inimputabilidade for relativa, isso indica que o indivíduo pertencente a certas categorias definidas em lei poderá ou não ser penalmente responsabilizado por seus atos, dependendo da análise individual de cada caso na Justiça, segundo a avaliação da capacidade do acusado, as circunstâncias atenuantes ou agravantes, as peculiaridades do caso e as provas existentes.    

## Em Portugal
Esta condicionada somente aquelas pessoas menores de 16 anos de idade.

## No Brasil

### Inimputabilidade absoluta
- menoridade de 18 anos; ficando sujeito as normas do ECA.

### Inimputabilidade relativa
- Silvícolas
- Doença mental (crônica ou transitória);
- Desenvolvimento incompleto (surdo-mudo ou menor de 18 anos);
- desenvolvimento retardado (oligofrênicos).